# L’Indépendance Roumaine
L’Indepéndence Roumaine ("Independența română") a fost un cotidian român de limba franceză înființat de Frédéric Damé și Émile Galli și publicat în capitala română, începând cu anul 1876.

## Înfiintare
L’Indepéndence Roumaine, cu subtitlul: Quotidien politique, économique et littéraire ("Cotidian politic, economic și literar"), a fost un ziar înființat de Frédéric Damé și Émile Galli, redactat în franceză și publicat în București, începând cu anul 1876, cu apariție zilnică, în două ediții.
Una dintre rubricile cele mai citite ale ziarului era Carnet du High-Life ("Carnetul high-life"-ului), semnat de Claymoor. Rubrica avea un caracter monden, prezentând informații și comentarii despre recepții și baluri, spectacolele de turneu ale unor vedete europene, autorul punctând îndeosebi detalii de ambianță, de atmosferă, privind toaletele și coafurile participantelor la sindrofii. "Claymoor" era pseudonimul lui Mihai (Mișu) Văcărescu, fiul lui Iancu Văcărescu și unchiul Elenei Văcărescu.
Într-o scrisoare datată 25 august / 6 septembrie 1882, trimisă de regele Carol I al României către Karl Anton de Hohenzollern-Sigmaringen, tatăl său, acesta se plânge că foaia franțuzească face politica Rusiei, pentru că se hrănește masiv din rublele pe care imperiul i le furnizează: 
„Ziarele răspândesc în continuare știri false pe aici. Cea mai rea foaie în această privință este L'Indépendance Roumaine care se hrănește din minciuni, povești de scandal și atacuri josnice împotriva guvernului. Presa străină din nefericire își ia știrile din acest izvor necurat și ziarele bucureștene simpliste repetă apoi totul papagalicește. Nemărginita libertate a presei nu ne permite să luăm măsuri împotriva lor.”
La 28 iunie 1883 s-au petrecut mai multe evenimente importante: Austro-Ungaria a rupt relațiile diplomatice cu România timp de 48 de ore. Cancelarul Germaniei, Otto von Bismark, i-a trimis regelui Carol I o telegramă prin care amenința România cu războiul, Mihai Eminescu a fost arestat, a fost închis ziarul L’Indépendance Roumaine și directorul acestuia, Emil Galli, a fost expulzat din țară, sub acuzația că ar fi cauza scandalului diplomatic în care a fost angrenată România.
La 7/19 septembrie 1885 – Redactorul de la "L'Indépendance Roumaine", Alexandru Ciurcu și tatăl său sunt expulzați din țară, împreună cu alți români transilvăneni, la cererea Austro-Ungariei, ca urmare a unei decizii a Consiliului de Miniștri adoptată pe 2 septembrie.  Alexandru Ciurcu va reveni în țară de la Paris în 1890.
La 29 noiembrie 1897, Nicolae Filipescu l-a provocat la duel pe George Em. Lahovary, redactor al ziarului L'Indépendance Roumaine, și l-a omorât. A fost condamnat la un an de închisoare. În memoria lui George Em. Lahovary, a fost ridicată în București Fântâna "Lahovari".
În 1899, L’Indépendance Roumaine i-a oferit lui Nicolae Iorga spațiu pentru o rubrică intitulată „opinii sincere”, despre viața intelectuală a românilor la cumpănă de veac, în care acesta a criticat inconsistența și proasta funcționare a instituțiilor culturale autohtone – de la Academie la Ateneu, de la muzee la teatre, de la Universități la biblioteci și arhive –, înfierând superficialitatea mediului literar și științific, condamnând  lipsa  de  viziune  și  clientelismul  diriguitorilor  culturali.
Mihail Sebastian a ținut cronica muzicală la L'Indépendance Roumaine, sub pseudonimul "Flaminius".
În clădirea ziarului L'Indépendance Roumaine, care se afla în București, pe Calea Victoriei, peste drum de actualul Palat al Telefoanelor, la 27 mai 1896, la cinci luni după reprezentația pariziană, a avut loc prima reprezentație high-life, cum numea presa, a cinematografului "Lumière" din România. 

## Tiraje
În perioada interbelică, L’Indépendance Roumaine avea un tiraj de 6.000 de exemplare.

## Directori ai publicației
În perioada 1919-1922, director al publicației L'Indépendance Roumaine a fost Gheorghe Matei Corbescu (1876-1923?), fruntaș politic liberal, publicist, prefect al Capitalei în anii 1914-1916 și 1919-1920 și Primar al Bucureștiului în perioada februarie 1922 – decembrie 1922.